# 彰化綿豐洋行
彰化綿豐洋行，為彰化市的街物建築，在日治時期為綿豐洋行，開設者為杜錫圭在戰後擔任彰化市在縣轄市時期的第一、二任民選市長。2016年《文化資產保存法》新修通過後，有民眾提報為文化資產，並由彰化縣文化局列冊追蹤；2017年1月14被楊姓所有權人無預警拆除，文化局緊急啟動暫定古蹟，並開罰所有權人200萬元。事後由文資審議委員會審議通過，參酌台北市萬華區青雲閣案例，將現有遺構登錄為彰化縣歷史建築，並要求建商須將綿豐洋行「蓋回來」。所有權人不服提起訴願，經文化部作成訴願駁回決定，所有權人提起行政訴訟。2019年8月台中高等行政法院判決撤銷登錄歷史建築公告處分，縣府提起上訴。10月17日最高行政法院裁定撤銷彰化綿豐洋行的彰化縣歷史建築公告，以主構件已滅失，無建築物形體存在，後續恢復原狀困難重重，回復原狀後是否仍有其歷史建築價值，仍有疑義，裁定上訴駁回。判決一確定，所有權人火速雇工清除磚瓦碎塊、現址目前已整平。

## 沿革
彰化綿豐洋行在當時位於彰化市北門外31番地，主要販售各種油品和保險，包括機油、重油、燈油、工業用潤滑油和運動靴、電扇等民生日用品，以及作為日本生命保險、扶桑海上火災保險代理店和三菱商事特約商。其店主為杜錫圭，在戰後曾擔任彰化市縣轄市時期的第一任（1951年）和第二任（1954年）民選彰化市市長。
此建築在2016年12月被提報為文化資產，由彰化縣文化局列冊追蹤，文化局須在六個月內辦理文化資產審議委員會審議，且在任何工程進行前須知會文化局。其在2017年1月14日遭無預警拆除，在拆除工程進行至中途時，文化局在接獲民眾通知後，派員到場並啟動暫定古蹟的機制，而建築已在兩小時被夷為平地。文化局在事後開罰土地所有權人200萬，所有權人因此提出行政訴訟，但一、二審都是文化局勝訴。其在2018年仍被登錄為彰化縣歷史建築，而未來新築建築的門面應仿綿豐洋行的樣貌。
2019年8月台中高等行政法院判決撤銷登錄歷史建築公告處分，縣府提起上訴，10月17日最高行政法院以主構件已滅失，無建築物形體存在，後續恢復原狀困難重重，回復原狀後是否仍有其歷史建築價值，仍有疑義，裁定上訴駁回，全案判決確定。最高行政法院裁定撤銷彰化縣歷史建築公告處分的判決一確定，所有權人火速雇工清除磚瓦碎塊、現址目前已整平，也圍起鐵皮圍籬變成空地，宣告近九十年的老屋就此消失於彰化市。

## 建築特色
彰化綿豐洋行的空間配置為前店後屋，其外牆為黃褐色十三溝面磚與洗石子，正立面為三開間兩層樓的格局，中央設有陽台，兩側二樓各開三條長窗。